# Европско првенство у атлетици на отвореном 1990 — 1.500 метара за мушкарце
Трка на 1.500 метара у мушкој конкуренцији на Европском првенству у атлетици 1990. у Сплиту одржана је 30. августа и 1. септембра на стадиону Пољуд.
Титулу освојену 1986. у Штутгарту, није одбранио Стив Крам из Уједињеног Краљевства.

## Земље учеснице
Учествовало је 27 такмичара из 15 земаља. 
1. Белгија (2)
2. Бугарска (1)
3. Данска (2)
4. Западна Немачка (1)
5. Источна Немачка (2)
6. Италија (2)
7. Југославија (1)
8. Португалија (1)
9. Совјетски Савез (1)
10. Уједињено Краљевство (3)
11. Финска (1)
12. Француска (3)
13. Холандија (2)
14. Швајцарска (2)
15. Шпанија (3)

## Рекорди
| Рекорди пре почетка Европског првенства 1990. | Рекорди пре почетка Европског првенства 1990. | Рекорди пре почетка Европског првенства 1990. | Рекорди пре почетка Европског првенства 1990. | Рекорди пре почетка Европског првенства 1990. | Рекорди пре почетка Европског првенства 1990. |
| --------------------------------------------- | --------------------------------------------- | --------------------------------------------- | --------------------------------------------- | --------------------------------------------- | --------------------------------------------- |
| Светски рекорд                                | Саид Ауита                                    | Мароко                                        | 3:29,46                                       | Берлин, Источна Немачка                       | 23. август 1985.                              |
| Европски рекорд                               | Стив Крам                                     | Велика Британија                              | 3:29,67                                       | Ница, Француска                               | 16. јул 1985.                                 |
| Рекорди Европских првенстава                  | Стив Овет                                     | Велика Британија                              | 3:35,59                                       | Праг, Чехословачка                            | 3. септембар 1978.                            |
| Светски рекорд сезоне                         | Нуредин Морсели                               | Алжир                                         | 3:32,60                                       | Болоња, Италија                               | 18. јул 1990.                                 |
| Европски рекорд сезоне                        | Питер Елиот                                   | Велика Британија                              | 3:32,69                                       | Шефилд, Уједињено Краљевство                  | 19. јул 1990.                                 |

## Најбољи резултати у 1990. години
Најбржи атлетичари 1990. године на 1.500 метара пре почетка европског првенства (26. августа 1990) заузимали су следећи пласман на европској и светској ранг листи (СРЛ).
| 1.  | Питер Елиот        | Велика Британија | 3:32,69 | 19. јул    | 2. СРЛ  |
| 2.  | Hervé Phélippeau   | Француска        | 3:33,54 | 18. јул    | 4. СРЛ  |
| 3.  | Јенс Петер Херолд  | Источна Немачка  | 3:33,65 | 16. јул    | 5. СРЛ  |
| 4.  | Хозе Луис Гонзалес | Шпанија          | 3:34,64 | 16. јул    | 9. СРЛ  |
| 5.  | Mogens Guldberg    | Данска           | 3:35,03 | 15. август | 11. СРЛ |
| 6.  | Neil Horsfield     | Велика Британија | 3:35,08 | 10. август | 12. СРЛ |
| 7.  | Ángel Farina       | Шпанија          | 3:35,15 | 16. јул    | 13. СРЛ |
| 8.  | Zeki Ozturk        | Турска           | 3:35,68 | 18. јул    | 15. СРЛ |
| 9.  | Anthony Morrell    | Велика Британија | 3:36,54 | 2. јул     | 18. СРЛ |
| 10. | Markus Hacksteiner | Швајцарска       | 3:36,63 | 15. август | 20. СРЛ |
|     |                    |                  |         |            |         |
| 10. | Бранко Зорко       | Југославија      |         |            |         |

Такмичари чија су имена подебљана учествовали су на ЕП.

## Победници
|                                   |                          |                         |
| Јенс Петер Херолд Источна Немачка | Ђенаро ди Наполи Италија | Марио Силва Португалија |

## Резултати

### Квалификације
У квалификацијама такмичари су били подељени у две групе. За финале су се квалификовали прва пет из сваке групе (КВ), и два по постигнутом резултату (кв).
| Пласман | Група | Атлетичар          | Земља                | Време    | Белешке |
| ------- | ----- | ------------------ | -------------------- | -------- | ------- |
| 1.      | 1     | Хозе Луис Гонзалес | Шпанија              | 3:389,75 | КВ      |
| 2.      | 1     | Markus Hacksteiner | Швајцарска           | 3:38,94  | КВ      |
| 3.      | 1     | Фермин Качо        | Шпанија              | 3:39,22  | КВ      |
| 4.      | 1     | Ђенаро ди Наполи   | Италија              | 3:39,25  | КВ      |
| 5.      | 2     | Јенс Петер Херолд  | Источна Немачка      | 3:39,63  | КВ      |
| 6.      | 2     | Марио Силва        | Португалија          | 3:39,91  | КВ      |
| 7.      | 1     | Стив Крам          | Уједињено Краљевство | 3:39,93  | КВ      |
| 8.      | 2     | Neil Horsfield     | Уједињено Краљевство | 3:39,97  | КВ      |
| 9.      | 2     | Han Kulker         | Холандија            | 3:40,02  | КВ      |
| 10.     | 2     | Marc Corstjens     | Белгија              | 3:40,30  | КВ      |
| 11.     | 1     | Robin van Helden   | Холандија            | 3:40,61  | кв      |
| 12.     | 1     | Mogens Guldberg    | Данска               | 3:40,71  | кв      |
| 13.     | 2     | Hervé Phélippeauн  | Француска            | 3:40,72  | '       |
| 14.     | 2     | Бранко Зорко       | Југославија          | 3:40,86  |         |
| 15.     | 2     | Теофило Бенито     | Шпанија              | 3:40,99  |         |
| 16.     | 2     | Lars Bøgh          | Данска               | 3:41,12  |         |
| 17.     | 1     | Jari Venäläinen    | Финска               | 3:41,23  |         |
| 18.     | 1     | Владимир Колпаков  | Совјетски Савез      | 3:41,64  |         |
| 19.     | 1     | Christophe Impens  | Белгија              | 3:41,64  |         |
| 20.     | 2     | Давиде Тирели      | Италија              | 3:43,76  |         |
| 21.     | 1     | Éric Dubuss        | Француска            | 3:44,47  |         |
| 22.     | 2     | Philippe Collard   | Француска            | 3:46,39  |         |
| 23.     | 2     | Екхард Ритер       | Западна Немачка      | 3:48,51  |         |
|         | 2     | Miroslav Chochkov  | Бугарска             | НЗ       |         |
|         | 2     | Alex Geissbühler   | Швајцарска           | НЗ       |         |
|         | 1     | Питер Елиот        | Уједињено Краљевство | НЗ       | кв,     |
|         | 1     | Hauke Fuhlbrügge   | Источна Немачка      | Диск.    |         |

### Финале
| Пласман | Атлетичар          | Земља                | Време   | Белешке |
| ------- | ------------------ | -------------------- | ------- | ------- |
|         | Јенс Петер Херолд  | Источна Немачка      | 3:38,25 |         |
|         | Ђенаро ди Наполи   | Италија              | 3:38,60 |         |
|         | Марио Силва        | Португалија          | 3:38,73 |         |
| 4.      | Питер Елиот        | Уједињено Краљевство | 3:39,07 |         |
| 5.      | Стив Крам          | Уједињено Краљевство | 3:39,08 |         |
| 6.      | Хозе Луис Гонзалес | Шпанија              | 3:39,15 |         |
| 7.      | Han Kulker         | Холандија            | 3:39,85 |         |
| 8.      | Markus Hacksteiner | Швајцарска           | 3:40,44 |         |
| 9.      | Neil Horsfield     | Уједињено Краљевство | 3:40,59 |         |
| 10.     | Marc Corstjens     | Белгија              | 3:41,31 |         |
| 11.     | Фермин Качо        | Шпанија              | 3:42,21 |         |
| 12.     | Mogens Guldberg    | Данска               | 3:42,76 |         |
| 13.     | Robin van Helden   | Холандија            | 3:46,13 |         |